# Gemma Font Oliveras
Gemma Font Oliveras (Tagamanent, 23 d'octubre de 1999) és una futbolista catalana que juga com a portera del FC Barcelona a Primera Divisió.

## Carrera de club
Font arriba a Barcelona als 13 anys jugant a les seves formacions juvenils des de la temporada 2013–2014. Dues temporades després es va incorporar al FC Barcelona B, amb qui competeix a la Segona Divisió femenina, segon nivell del campionat d'Espanya de futbol femení, guanyant el grup 3 per tres campionats consecutius.
Va ser convocada per ser suplent de Sandra Paños a la Copa de la Reina 2016 i va pujar definitivament al primer equip com a tercera portera de la temporada 2018–2019 al costat, a més de Paños, de la mexicana Pamela Tajonar. El 20 de gener de 2021, va fer el seu debut amb el Barcelona a la Primera Divisió en partit davant el Rayo Vallecano. Va entrar al descans substituint Sandra Paños en una victòria 7–0 pel Barcelona.

## Palmarès
Clubs
- 6 Lligues espanyoles: 2019-20, 2020-2021, 2021-22, 2022-23, 2023-24, 2024-25
- 3 Copes Catalunya: 2018-19, 2019-20, 2024-25
- 5 Copes espanyoles: 2019-20, 2020-21, 2021-22, 2023-24, 2024-25
- 5 Supercopes d'Espanya: 2020, 2022, 2023, 2024, 2025
- 3 Lliga de Campions: 2020-21, 2022-23, 2023-24

## Vida personal
És germana de la també portera Txell Font, portera del FC Barcelona B amb qui ha coincidit en convocatòries del primer equip.
El juliol de 2025 es va casar amb Yamila Mendoza, en un ambient íntim. La cerimònia es va revelar al públic a través d’unes històries a Instagram.